# Saints of Los Angeles (chanson)
Singles de Mötley Crüe
Sick Love Song
(2005) Mutherfucker of the Year
(2008)
Saints of Los Angeles est une chanson du groupe Mötley Crüe, premier single extrait de l'album Saints of Los Angeles publié le 11 avril 2008. Jacoby Shaddix de Papa Roach, Josh Todd de Buckcherry, Chris Brown de Trapt et James Michael de Sixx:A.M. font tous une apparition à la fin du vidéo-clip. La version single du titre ne comprend pas les chœurs et l'introduction des invités (gang vocal ).
La chanson titre a été nommée pour le Grammy Award de la meilleure performance hard rock en 2009, mais c'est le groupe The Mars Volta qui remporta le prix avec le titre Wax Simulacra. Il s'agit de la troisième nomination du groupe dans la même catégorie, les deux précédents titres étant Dr. Feelgood et Kickstart My Heart. Le groupe interpréta la chanson titre à l'émission Late Show with David Letterman le 24 juin 2008. Dans les charts, le single s'est classé à la 5e position au Mainstream Rock Tracks et à la 46e au Canadian Hot 100 le 3 mai 2008.

## Composition du groupe
- Vince Neil - chants
- Nikki Sixx - basse
- Mick Mars - guitare
- Tommy Lee - batterie